# ذا ديوس (مسلسل تلفزيوني)
ذا ديوس (بالإنجليزية The Deuce) هو مسلسل دراما أمريكي صنعه ديفيد سيمون و جورج بيلكنوس.  صورت أول حلقة في تشرين الأول / أكتوبر 2015 . عرض المسلسل علي شبكة HBO في الولايات المتحدة لأول مرة في 10 سبتمبر 2017. الحلقة الأولي أصبحت متاحة من خلال خدمة الفيديو حسب الطلب  في 25 أغسطس عام 2017.
أبطال المسلسل يتضمنون جيمس فرانكو وماغي جيلنهال. المسلسل يروي قصة تقنين وما أعقب ذلك من ظهور صناعة الإباحية أو ما يسمي عصر الإباحية الذهبي في مدينة نيويورك التي بدأت في سبعنيات القرن الماضي. المسلسل يستكشف موضوعات تشمل الحكومة و فساد الشرطة, العنف  الناتج من وباء المخدرات,  فترات الرواج والركود التي تزامنت مع التغيير.
في 19 سبتمبر 2017 ، جددت شبكة إتش بي أو المسلسل لموسم ثاني ،  الذي عرض لأول مرة في 9 سبتمبر 2018. في 20 سبتمبر عام 2018 ،تم التجديد لموسم ثالث أخير.

## الطاقم

### الرئيسي
- جيمس فرانكو في دور فنسنت مارتينو و فرانكي مارتينو ،الاخوة التوأم من بروكلين الذان يعملان في تايمز سكوير و الذي أصبح واجهة المافيا أمريكية.
- ماجي جيلينهال في دور ايلين «الحلوى» ميريل, بائعة هوي تعمل في تايمز سكوير و التي تتمتع بروح المبادرة و ترى الفرصة في  صناعة المواد الإباحية.[10]
- غبينغا أكيناجبي في دور لاري براون,  القواد .
- كريس باور في دور بوبي دواير فنسنت وشقيق فرانكي مارتينو.[11]
- غاري كار في دور سي سي. ، قواد.
- كريس خجول في دور بول هندركسون.[12]
- دومينيك Fishback في دور دارلين.
- لورانس Gilliard الابن في دور كريس ألستون ، الشرطي الذي يكتشف الفساد في قسم شرطة نيويورك .[13]
- مارغريتا ليفيفا في دور أبيجيل «آبي» باركر
- إميلي ميد في دور لوري, امرأة جميلة .
- ناتالي بول في دور ساندرا واشنطن ، مراسلة صحفية تحقق في صناعة الجنس في تايمز سكوير.
- مايكل ريسبولي في دور رودي بيلبو.[14]
- لوقا كيربي في دور جين غولدمان
- جيمي نيومان في دور آشلي عاملة الجنس

## وصلات خارجية
- الموقع الرسمي
- ذا ديوس على موقع IMDb (الإنجليزية)
- ذا ديوس على موقع ميتاكريتيك (الإنجليزية)
- ذا ديوس على موقع روتن توميتوز (الإنجليزية)
- ذا ديوس على موقع كينوبويسك (الروسية)
- ذا ديوس على موقع ألو سيني (الفرنسية)
- ذا ديوس على موقع قاعدة بيانات الفيلم (الإنجليزية)